# Moringa ruspoliana
Espèce
Classification phylogénétique
Moringa ruspoliana est une espèce de plantes à fleurs de la famille des Moringaceae. 
C'est un arbuste qui fait environ 6 m de haut et se rencontre en Éthiopie et en Somalie.
C'est l'espèce la plus étalée du genre Moringa, avec de grandes feuilles simples allant jusqu'à 15 cm de diamètre et les fleurs les plus grandes de la famille des Moringaceae avec 3 cm de long.